# Adesmus brunneiceps
Adesmus brunneiceps är en skalbaggsart som först beskrevs av Aurivillius 1920.  Adesmus brunneiceps ingår i släktet Adesmus och familjen långhorningar. Inga underarter finns listade i Catalogue of Life.